# Iskretska Reka
Iskretska Reka (bulgariska: Искрецка Река) är ett vattendrag i Bulgarien.   Det ligger i regionen Sofijska oblast, i den västra delen av landet, 30 km norr om huvudstaden Sofia.
I omgivningarna runt Iskretska Reka växer i huvudsak lövfällande lövskog. Runt Iskretska Reka är det ganska glesbefolkat, med 28 invånare per kvadratkilometer.